# Candle in the Wind
Candle in the Wind (englisch für „Kerze im Wind“) ist eine populäre Ballade aus dem Jahre 1973 von Elton John (Musik) und Bernie Taupin (Text), die sich in einer 1997 umgetexteten Version zum weltweit meistverkauften Millionenseller entwickelte.

## Hintergrund

### Entstehung
Das ursprünglich in Elton Johns Album Goodbye Yellow Brick Road enthaltene Stück setzt sich in dieser Ursprungsfassung mit dem Leben von Marilyn Monroe auseinander, auf deren bürgerlichen Namen sich auch die Anfangsworte Goodbye Norma Jeane beziehen. Der Text verurteilt die kommerzielle Ausbeutung des Stars durch seine Umgebung, indem er die Metapher einer vorzeitig verlöschten Kerze benutzt. Die LP erschien mit dem Stück im November 1973, die Single-Auskopplung des Originalsongs wurde im Februar 1974 veröffentlicht und erreichte Platz 11 der britischen Charts, eine Live-Aufnahme vom Dezember 1986 sogar Platz 5 im Jahre 1988.
Am 6. September 1997 sang Elton John Candle in the Wind als Nekrolog bei der Beerdigung seiner Freundin Diana, Princess of Wales, in der Westminster Abbey unter Verwendung eines von Taupin eigens zu diesem Anlass geschriebenen neuen Textes. Er begann nun mit den Worten Goodbye England’s Rose und zog Parallelen zwischen Dianas Leben und dem von Marilyn Monroe.

### Erfolge

Elton John – Candle in the Wind (1997)

Genau eine Woche danach, am 13. September 1997, kam diese Version im Vereinigten Königreich als B-Seite der Single Something About The Way You Look Tonight mit dem Untertitel In loving memory of Diana, Princess of Wales in den Handel, verkaufte sich allein am ersten Tag 658.000 Mal, in der ersten Woche 1,5 Millionen Mal, 2 und 3 Millionen Mal innerhalb der ersten acht beziehungsweise 15 Tage und blieb fünf Wochen lang die Nummer eins in den Charts. Insgesamt setzte die Single in England 4,865 Millionen Exemplare um, in Deutschland gilt sie seit 1997 mit 4,5 Millionen Exemplaren als meistverkaufte Single.
Auch in vielen anderen Ländern war das Lied Nummer 1, so in der Schweiz und Deutschland, in den USA 14 und in Österreich sogar 18 Wochen lang. In Kanada, wo ansonsten wenig Singles verkauft werden, war das Lied 45 Wochen lang auf Platz 1 und drei Jahre lang in den Top 20 der Charts.
Mit weltweit knapp 37 Millionen verkauften Exemplaren (davon 11 Millionen in den USA und 4,5 Millionen in Deutschland) ist sie die weltweit erfolgreichste Single und erhielt einen Eintrag im Guinness-Buch der Rekorde. Sämtliche Tantiemen und Erlöse wurden dem Diana, Princess of Wales Memorial Fund gestiftet.

### Coverfoto
Das Coverfoto der 1997er Version ist vom deutschen Fotografen Guido Karp und zeigt eine weiße Rose vor einem blauen Hintergrund.

### Spätere Entwicklung
Elton John hat die 1997er Version von Candle in the Wind seither niemals wieder aufgeführt. Nach eigenen Angaben würde er die Emotionen, die bei diesem Stück in ihm aufleben, nicht verkraften. Er lehnte den ausdrücklichen Wunsch von Dianas Söhnen ab, das Lied auf dem Gedenkkonzert Concert for Diana zu spielen. Bei Konzerten spielt er stets die ursprüngliche Fassung von 1973.

### Chartplatzierungen
Candle in the Wind (1974)
| ChartsChartplatzierungen     | Höchstplatzierung | Wochen |
| ---------------------------- | ----------------- | ------ |
| Vereinigtes Königreich (OCC) | 11 (9 Wo.)        | 9      |

Candle in the Wind (Live) (1987)
| ChartsChartplatzierungen       | Höchstplatzierung | Wochen |
| ------------------------------ | ----------------- | ------ |
| Deutschland (GfK)              | 55 (5 Wo.)        | 5      |
| Vereinigte Staaten (Billboard) | 6 (21 Wo.)        | 21     |
| Vereinigtes Königreich (OCC)   | 5 (11 Wo.)        | 11     |

| ChartsJahrescharts (1988)      | Platzierung |
| ------------------------------ | ----------- |
| Vereinigte Staaten (Billboard) | 71          |

Candle in the Wind (1997)
| ChartsChartplatzierungen       | Höchstplatzierung | Wochen |
| ------------------------------ | ----------------- | ------ |
| Deutschland (GfK)              | 1 (22 Wo.)        | 22     |
| Österreich (Ö3)                | 1 (25 Wo.)        | 25     |
| Schweiz (IFPI)                 | 1 (28 Wo.)        | 28     |
| Vereinigte Staaten (Billboard) | 1 (41 Wo.)        | 41     |
| Vereinigtes Königreich (OCC)   | 1 (24 Wo.)        | 24     |

| ChartsJahrescharts (1997)      | Platzierung |
| ------------------------------ | ----------- |
| Deutschland (GfK)              | 3           |
| Österreich (Ö3)                | 1           |
| Schweiz (IFPI)                 | 21          |
| Vereinigte Staaten (Billboard) | 1           |
| Vereinigtes Königreich (OCC)   | 1           |

| ChartsJahrescharts (1998)      | Platzierung |
| ------------------------------ | ----------- |
| Deutschland (GfK)              | 91          |
| Österreich (Ö3)                | 9           |
| Schweiz (IFPI)                 | 28          |
| Vereinigte Staaten (Billboard) | 8           |

### Auszeichnungen für Musikverkäufe
Candle in the Wind ’97 wurde weltweit mit 130× Platin und 2× Diamant ausgezeichnet. Damit verkaufte sich die Single laut Auszeichnungen über 27,7 Millionen Mal (inklusive Premium-Streaming).
| Land/Region                  | Auszeichnungen für Musikverkäufe (Land/Region, Auszeichnung, Verkäufe) | Verkäufe   |
| ---------------------------- | ---------------------------------------------------------------------- | ---------- |
| Australien (ARIA)            | 14× Platin                                                             | 980.000    |
| Belgien (BRMA)               | 9× Platin                                                              | 450.000    |
| Brasilien (PMB)              | Platin                                                                 | 250.000    |
| Deutschland (BVMI)           | 9× Platin                                                              | 4.500.000  |
| Finnland (IFPI)              | Platin                                                                 | 54.225     |
| Frankreich (SNEP)            | Diamant                                                                | 750.000    |
| Japan (RIAJ)                 | 4× Platin                                                              | 400.000    |
| Kanada (MC)                  | 19× Platin                                                             | 1.900.000  |
| Neuseeland (RMNZ)            | 15× Platin                                                             | 150.000    |
| Niederlande (NVPI)           | 6× Platin                                                              | 450.000    |
| Norwegen (IFPI)              | 8× Platin                                                              | 160.000    |
| Österreich (IFPI)            | 6× Platin                                                              | 300.000    |
| Polen (ZPAV)                 | Platin                                                                 | 100.000    |
| Schweden (IFPI)              | 7× Platin                                                              | 210.000    |
| Schweiz (IFPI)               | 9× Platin                                                              | 450.000    |
| Spanien (Promusicae)         | 4× Platin                                                              | 200.000    |
| Tschechien (IFPI)            | 7× Platin                                                              | 28.000     |
| Vereinigte Staaten (RIAA)    | 11× Platin                                                             | 11.000.000 |
| Vereinigtes Königreich (BPI) | 9× Platin                                                              | 5.400.000  |
| Insgesamt                    | 130× Platin · 2× Diamant ·                                             | 27.732.225 |

Hauptartikel: Elton John/Auszeichnungen für Musikverkäufe